# Olive Oatman
 (mai 2017).
Olive Oatman (7 septembre 1837 - 20 mars 1903) était une femme de l'Illinois (États-Unis) dont la famille fut tuée en 1851, alors qu'elle avait quatorze ans, par des Amérindiens, sans doute les Tolkepayas (Yavapais de l'ouest). Ceux-ci la capturèrent ainsi que sa petite sœur et en firent leurs esclaves, avant de les vendre au bout d'un an au peuple Mohave. Elle passa plusieurs années parmi les Mohaves, chez qui elle et sa sœur furent bien traitées, mais cette dernière mourut de faim pendant une période de disette. Olive retourna chez les Blancs cinq ans après avoir été capturée.
La vie d'Olive Oatman inspira de nombreux livres, pièces, films et poètes. Son histoire eut un énorme retentissement dans les médias de l'époque. Le tatouage facial bleu qu'elle avait reçu chez les Mohaves impressionnait. Elle ne fit jamais un récit véritablement exhaustif de sa vie chez les Amérindiens, et de nombreuses rumeurs circulèrent.